# Boulaye Dia
Boulaye Dia (* 16. November 1996 in Oyonnax) ist ein französisch-senegalesischer Fußballspieler. Er steht beim italienischenspanischen Zweitligisten US Salernitana unter Vertrag und ist an den Serie-A-Klub Lazio Rom ausgeliehen. Der Stürmer ist seit Oktober 2020 senegalesischer Nationalspieler.

## Karriere

### Verein
Boulaye Dia ist senegalesischer Abstammung und wurde im ostfranzösischen Oyonnax geboren. Er begann beim lokalen Verein PVFC Oyonnax mit dem Fußballspielen. Als Jugendlicher wurden diverse größere Vereine auf ihn aufmerksam und er absolvierte beispielsweise mehrere Probetrainings bei Olympique Lyon. Bei OL stach er als einer der talentiertesten Spieler heraus und der Verein unterzog ihn vor der Handwurzelknochenanalyse, bei der seine zukünftige Größe bestimmt werden sollte. Das Ergebnis resultierte darin, dass er als zu klein angesehen wurde und er wurde aussortiert. Dia wechselte deshalb nicht in die Jugend eines Spitzenvereins, sondern in die U15-Mannschaft des Amateurvereins Jura Sud Foot, wo er aber ebenfalls überzeugen konnte. Aufgrund einer Krankheit seines Vaters musste er jedoch bald in seine Heimat zurückkehren und begann dort eine Ausbildung als Elektriker, um zum Familieneinkommen beitragen zu können. Seinen Traum, Profifußballer zu werden, hatte er jedoch nicht aufgegeben und sein ehemaliger Jugendtrainer bei Jura Sud holte ihn im Jahr 2017 in die Mannschaft zurück, die ihn mit einem Dreijahresvertrag ausstattete. Dort trat Dia in die Herrenmannschaft ein und ihm gelang bereits in seiner ersten Saison 2017/18 der vollständige Durchbruch in der vierthöchsten französischen Spielklasse. Dia erzielte in 21 Ligaspielen 15 Tore und erregte als Entdeckung der Spielzeit wieder das Interesse höherklassiger Vereine.
Am 13. Juni 2018 wechselte der Stürmer zum Erstligisten Stade Reims, wo er seinen ersten professionellen Vertrag unterzeichnete, der ihn bis 2021 an den Verein binden sollte. Bei den rouges et blancs begann Dia die Saison 2018/19 in der Reservemannschaft Stade Reims II, wurde aber nach guten Leistungen und zwei Toren in sechs Ligaspielen im Oktober 2018 in die erste Mannschaft befördert. Am 20. Oktober 2018 (10. Spieltag) bestritt er beim 1:1-Unentschieden gegen den SCO Angers sein Debüt in der Ligue 1, als er in der 83. Spielminute für Rémi Oudin eingewechselt wurde. In den nächsten Ligaspielen wurde er regelmäßig eingewechselt und am 24. November (14. Spieltag) erzielte er beim 2:1-Heimsieg gegen EA Guingamp bereits zwei Minuten nach seiner Einwechslung ein Tor. In der Rückrunde der Saison 2018/19 startete Dia bereits regelmäßig und somit beendete er die Spielzeit mit 18 Ligaeinsätzen, in denen ihm drei Tore und eine Vorlage gelangen. In der nächsten Saison 2019/20 war er etablierte er sich als Stammkraft unter dem Cheftrainer David Guion. In dieser Spielzeit bestritt Dia 24 Ligaspiele, in denen er sieben Tore erzielte.
Am 25. Oktober 2020 (8. Spieltag) erzielte Dia beim 4:0-Auswärtssieg gegen den HSC Montpellier einen Hattrick. Dies war im Trikot von Stade Reims in der Ligue 1 zuletzt Santiago Santamaría im Jahr 1978 gelungen.
Im Sommer 2021 verließ Dia Reims und wechselte nach Spanien zum FC Villarreal. Im August 2022 wurde er für eine Saison von Villarreal nach Italien zur US Salernitana verliehen.

### Nationalmannschaft
Dia ist französisch-senegalesischer Doppelstaatsbürger und am 1. Oktober 2020 wurde er erstmals für die senegalesische Nationalmannschaft nominiert. Am 9. Oktober gab er bei der 1:3-Testspielniederlage gegen Marokko sein Debüt.

## Erfolge
Nationalmannschaft
- Afrika-Cup-Sieger: 2022

Individuelle Auszeichnungen
- Spieler des Monats der Serie A: Mai 2023